# Utagawa Toyokuni

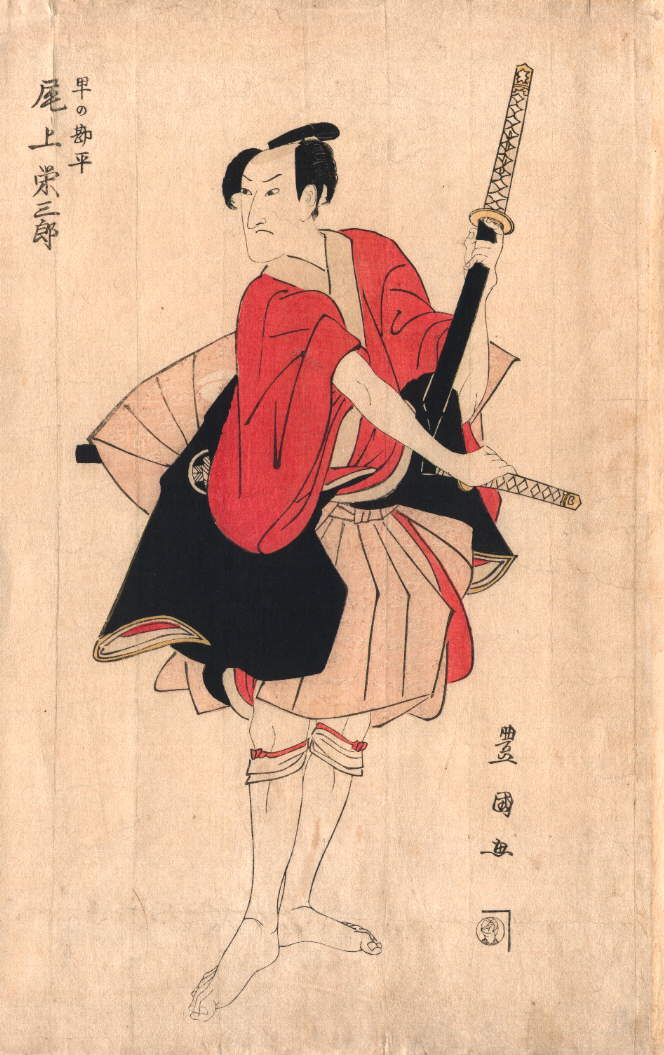
Onoe Eisaburo I; 1800

Utagawa Toyokuni (歌川豐國) (Edo, 1769 – Edo, 24 de fevereiro de 1825), também conhecido por Toyokuni I, foi um grande mestre de ukiyo-e, conhecido em particular por suas pinturas de atores Kabuki. Foi um dos principais lideres da Escola Utagawa de xilogravura japonesa, e foi à pessoa que realmente alcançou a posição de grande fama e poder durante o resto do século XIX.

## Biografia
Ele nasceu em Edo, filho de Kurohashi Gorobei, um escultor de bonecos e fantoches, incluindo réplicas de atores Kabuki. Toyokuni tornou-se o primeiro chefe da Casa Utagawa. Em reconhecimento a sua capacidade artística, Toyokuni recebeu o nome de Utagawa Toyokuni, na prática comum de usar uma sílaba do nome de seu mestre.
Toyokuni parece não ter sido um gênio intuitivo determinado a forjar um novo caminho, mas sim parece ter estudado atentamente aqueles que vieram antes dele, especialmente Utamaro, e através de uma grande dose de trabalho árduo produziu primeiramente com maestria e, em seguida, sintetizou seu estilo, e criou um estilo próprio.
Ele era conhecido principalmente por suas pinturas relacionadas com o teatro Kabuki, em particular de retratos de atores, um campo que ele dominou, embora ele também produziu bijinga.

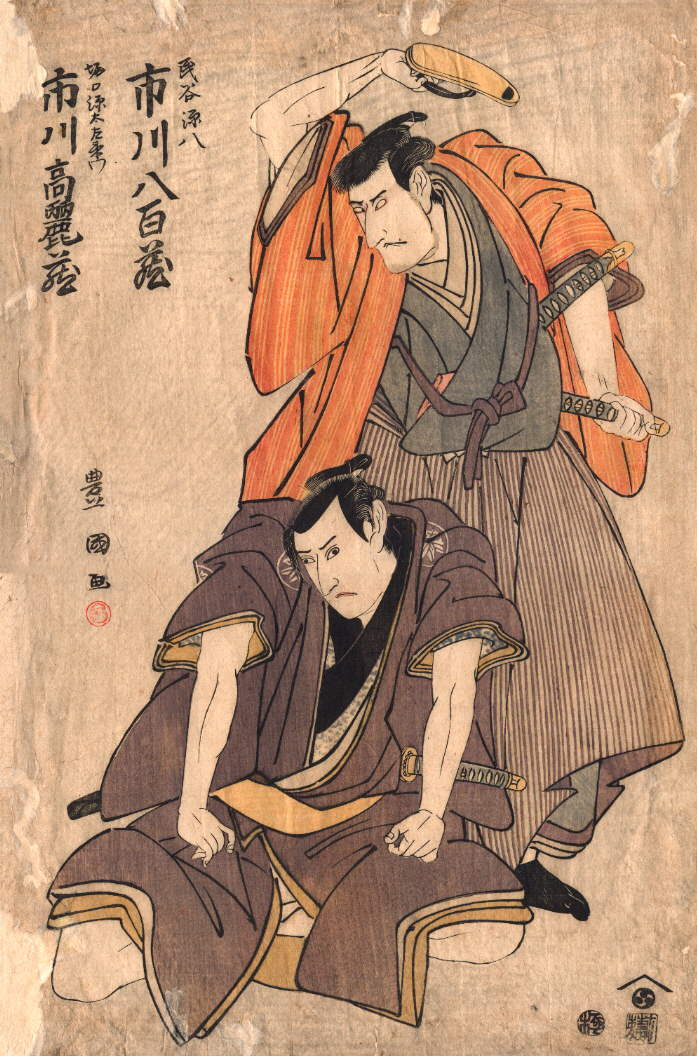
Ichikawa Komazo e Ichikawa Yaozo; 1800

Em suas pinturas de atores, como Sharaku, suas impressões apenas retrataram o que ele viu. Diz-se de que as pinturas de Toyokuni recriam exatamente o que se poderia ver no palco, elas mostram atores agindo, não se limita apenas a uma imagem do ator.
Juntas, essas características transformaram as pinturas de Toyokuni muito populares entre as multidões. No entanto, esta popularidade pode em parte, ter sido a sua desgraça. De 1803 até 1817, o seu trabalho tornou-se mais estático, mesmo quando tornando-se mais popular. Ele continuou a produzir grandes quantidades de impressões, mas a qualidade não mais correspondia as suas primeiras pinturas, embora ocasional pintasse algumas obras que demonstravam seu antigo esplendor.
Ele morreu em Edo, rodeado por muitos dos seus alunos, em 1825, com 57 anos.

## Alunos

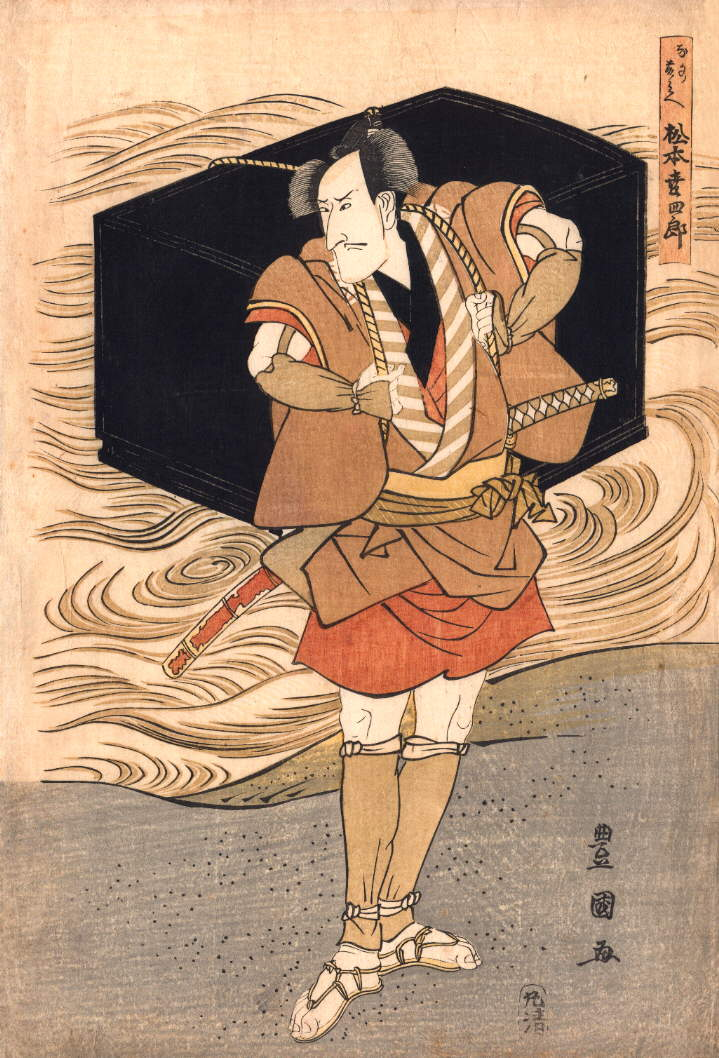
Matsumoto Koshiro V; 1800

Os dois maiores alunos de Toyokuni foram os grandes mestres da xilografura, Kunisada e Kuniyoshi, mas ele tinha uma multidão de estudantes em sua escola. Seu gō, foi inicialmente utilizado após a sua morte pelo seu genro, Toyoshige, que é conhecido, portanto, por usar o nome de Toyokuni II. Kunisada é conhecido como Toyokuni III.

## Algumas observações
A avaliação de um artista como ele é um pouco complexa. Na verdade, uma vez ele escreveu sobre suas pinturas:

"Minhas pinturas, elas são apenas uma coisa que eu pinto, e nada mais que isso!"— Utagawa Toyokuni
No entanto, o seu trabalho encantou o mundo, especialmente o teatro ‘’Kabuki’’, com grande clareza, e seu estilo foi um passo a frente, além disso, era comercialmente bem sucedida e, consequentemente, libertou a xilogravura de muitos cânones restritivos que tinham limitado as gerações anteriores de artistas.

## Série de pinturas
Está é uma lista muito incompleta de varias pinturas, e suas respectivas datas:
- Imagens de atores no palco (1793)
- Esboços de sete elegantes paragons de beleza (1800)
- Imagens das elegantes Geishas em varias poses (1801)